# Dendrolasiophilus
Dendrolasiophilus (лат.) — род жуков-стафилинид из подсемейства Pselaphinae. Мирмекофилы муравьёв подрода Dendrolasius. Известно 5 видов из Восточной Азии и Дальнего Востока России.

## Этимология
Родовое название Dendrolasiophilus образовано от подродового названия его муравьев-хозяев Dendrolasius рода Lasius (Formicidae) и латинского суффикса «philus» («любитель, поклонник»). Причина выбора такого названия состоит в том, что все известные виды этого рода мирмекофилы и встречаются в колониях муравьёв-хозяев подрода Dendrolasius.

## Распространение
Палеарктика. Восточная Азия (Китай, Япония).
Дальний Восток России.

## Описание
Мелкие коротконадкрылые жуки, длина 3—5 мм. Основная окраска красновато-коричневатая. Тело средних размеров, толстое, почти цилиндрическое, гладкое на спине, блестящее. Голова шире своей длины, почти квадратная; лоб широкий, слегка вогнутый, гладкий, очень мелко опушенный или совсем голый; темя слабовыпуклое, с парой дорсальных тенториальных ямок. Глаза маленькие, яйцевидные. Усики длинные и тонкие, 1-й членик субцилиндрический, членики II—XI овальные. Переднеспинка немного шире головы, почти шаровидная, гладкая на дорсальной поверхности, с парой базилатеральных ямок у основания. Надкрылья слабовыпуклые, максимально широкие у середины, в плечах округло расширены; каждое надкрылье с базальной ямкой и надшовной бороздой. Ноги длинные и стройные; средние голени самца с очень коротким мукро на вершине; задний вертлуг короткий, почти треугольный, у самца с небольшим зубчиком на задней стороне. Брюшко немного меньше надкрылий, округлое сзади, гладкое на дорсальной стороне, грубо пунктированное на вентральной стороне; 4-й тергит самый крупный, с тремя парами базальных ямок, парой очень коротких и треугольных базимедианных килей и парой коротких и нечётких базилатеральных килей. Гениталии самца слабо склеротизованы, асимметричны; срединная лопасть выпуклая в основании, с большим апикальным стеблем слева; спинной апофиз крючковидный или дуговидный.
Dendrolasiophilus отмечен в ассоциации с муравьями подрода Dendrolasius: Lasius spathepus, Lasius capitatus, Lasius fuji, Lasius fuliginosus, Lasius nipponensis, Lasius orientalis.

## Систематика
5 видов. Род был впервые назван в 2008 году, но не описан, поэтому его первое описание и официальное выделение произошло в 2010 году японским энтомологом Shuhei Nomura (Department of Zoology, National Museum of Nature and Science Amakubo, Цукуба, Ибараки, Япония) для вида Batrisus concolor Sharp, 1883. Род относят к трибе Batrisini в составе подсемейства Pselaphinae. Первоначально сближался с родовой группой Tribasodes, но затем был выделен в отдельную группу в месте с родами Songius Yin & Li, 2010 и Tangius Yin & Li, 2010
- Dendrolasiophilus concolor (Sharp, 1883) — Япония[9]
- Dendrolasiophilus monstrotibialis (Hlaváč, Sugaya & Hong-Zhang Zhou, 2002) — Китай[10]
- Dendrolasiophilus nishikawai Nomura, 2008 — Япония[5]
- Dendrolasiophilus subitus Kurbatov et Kovalev, 2022 — Дальний Восток России[3]
- Dendrolasiophilus wenhsini Yin, Zi-Wei & Li-Zhen Li, 2013 — Китай[4]